# Listă de filme despre universuri paralele
Aceasta este o listă de filme despre universuri paralele

## 0–9
- +1 (2013)

## A
- After the Wizard
- After the Wizard
- Apocalypse Oz
- Army of Frankensteins
- Avengers: Endgame

## B
- Buddha's Little Finger (2014)

## C
- The Chronicles of Narnia (serie de filme):
  - Cronicile din Narnia - Leul, Vrăjitoarea și Dulapul (2005)
  - Cronicile din Narnia: Prințul Caspian (2008)
  - Cronicile din Narnia: Călătorie pe mare cu Zori-de-Zi (2010)
- The Cloverfield Paradox
- Coherence
- Cool World
- Coraline

## D
- The Dark Tower (2017)
- Delivery
- Digimon Adventure tri.
- Digimon Adventure: Last Evolution Kizuna
- Dimensions (2011)
- Dissonance, scurtmetraj german
- Doctor Strange
- Doctor Strange în Multiversul Nebuniei
- Dorothy and the Witches of Oz
- The Dust Factory

## E
- The Empty Man (Mesagerul zilei de pe urmă, 2020)
- Event Horizon (Destinație mortală, 1997)
- Everything Everywhere All at Once (Orice, oriunde, oricând, 2022)
- Everywhen (2013)[1]

## F
- Fantastic Four
- Fantastic Journey to Oz
- Ferocious Planet
- Final Destination
- Final Destination 2
- Final Destination 3
- The Final Destination
- Final Destination 5
- The Flash
- Flashback
- Fullmetal Alchemist the Movie: Conqueror of Shamballa
- Futurama: Bender's Game

## G
- The Golden Compass

## H
- Happy Death Day 2U
- Hellboy
- His Majesty, the Scarecrow of Oz
- Hot Wheels: AcceleRacers
- Hot Wheels: World Race

## I
- Injustice
- Irandaam Ulagam
- Isekai
- Isn't It Romantic (Cât romantism!, 2009)

## J
- The Jimmy Timmy Power Hour
- Justice League: Crisis on Two Earths

## K
- Kill Switch
- The Killer Eye

## L
- The Lake
- Land of the Lost
- The Lego Movie

## M
- Man-Thing
- The Magic Cloak of Oz
- The Mist
- Monica's Gang in an Adventure in Time
- Monsters, Inc.
- The Muppets' Wizard of Oz
- My Little Pony: Equestria Girls (Micul meu ponei: Equestria Girls)
- My Little Pony: Equestria Girls – Forgotten Friendship
- My Little Pony: Equestria Girls – Spring Breakdown

## N
- The Nightmare Before Christmas

## O
- Oblivion Island: Haruka and the Magic Mirror
- The One
- Oz
- OzLand

## P
- Pacific Rim
- Pacific Rim: Uprising
- The Pagemaster
- Paradox
- Parallel
- Parallels
- The Patchwork Girl of Oz
- Play Back
- Phineas and Ferb the Movie: Across the 2nd Dimension
- Pokémon 3: The Movie
- Prisoners of the Lost Universe

## Q
- Quest for Love

## R
- RahXephon: Pluralitas Concentio
- Rainbow Road to Oz
- Ralph Breaks the Internet
- Return to Oz
- Road to Ninja: Naruto the Movie
- A Rough Draft

## S
- Scooby-Doo! and the Goblin King
- Seven in Heaven
- The Singing Detective
- Singularity Principle
- Sliding Doors
- The Smurfs
- The Smurfs 2
- Space Jam
- Spider-Man: Across the Spider-Verse (Part One)
- Spider-Man: Into the Spider-Verse
- Spider-Man: No Way Home
- Spirited Away (Călătoria lui Chihiro)
- Super Mario Bros.

## T
- Teen Titans Go! vs. Teen Titans
- Tempting Fate
- Tenet
- Terror Toons
- Terry Pratchett's Going Postal
- Terry Pratchett's Hogfather
- Terry Pratchett's The Colour of Magic
- Thru the Mirror
- TMNT
- Tron
- Tron: Legacy
- Turtles Forever

## U
- Ultraman Orb The Movie

## V
- V/H/S: Viral

## W
- Webs
- Wicked City
- Wishology
- The Wiz
- The Wizard of Mars
- ]The Wizard of Oz
- The Wizard of Oz
- The Wizard of Oz
- The Wizard of Oz in Concert: Dreams Come True
- The Wonderful Land of Oz
- The Wonderful Wizard of Oz
- The Wonderful Wizard of Oz
- Wizards of Waverly Place: The Movie
- Wreck-It Ralph

## Y
- Yesterday
- Your Name Here

## Z
- Zoom